# Honduras na Letnich Igrzyskach Olimpijskich 2024
Honduras na Letnich Igrzyskach Olimpijskich 2024 – występ kadry sportowców reprezentujących Honduras na igrzyskach olimpijskich, które odbywają się w Paryżu we Francji, w dniach 26 lipca – 11 sierpnia 2024.
Reprezentacja Hondurasu liczy czworo zawodników – jedna kobieta i trzech mężczyzn, którzy wystąpili w 3 dyscyplinach.
Jest to trzynasty start Hondurasu na letnich igrzyskach olimpijskich.

## Lekkoatletyka

### Konkurencje biegowe
| Zawodnik       | Konkurencja | Eliminacje | Eliminacje | Repasaże | Repasaże | Półfinał | Półfinał | Finał | Finał   | Źródło |
| Zawodnik       | Konkurencja | Wynik      | Miejsce    | Wynik    | Miejsce  | Wynik    | Miejsce  | Wynik | Miejsce | Źródło |
| -------------- | ----------- | ---------- | ---------- | -------- | -------- | -------- | -------- | ----- | ------- | ------ |
| Melique García | 100 m (m)   |            |            |          |          |          |          |       |         |        |

## Pływanie
| Zawodnik      | Konkurencja              | Eliminacje | Eliminacje | Półfinał | Półfinał | Finał | Finał | Źródło |
| Zawodnik      | Konkurencja              | Czas       | Poz.       | Czas     | Poz.     | Czas  | Poz.  | Źródło |
| ------------- | ------------------------ | ---------- | ---------- | -------- | -------- | ----- | ----- | ------ |
| Julio Horrego | 200 m st. klasycznym (m) | 2:18,91    | 24.        | NQ       | NQ       | NQ    | NQ    | [ 1 ]  |
| Julimar Ávila | 200 m st. dowolnym (k)   | 2:04,88    | 22.        | NQ       | NQ       | NQ    | NQ    | [ 2 ]  |

## Zapasy
| Zawodnik    | Konkurencja | 1/8 finału       | Ćwierćfinał      | Półfinał         | Repesaż          | Finał            | Finał   | Źródło |
| Zawodnik    | Konkurencja | Przeciwnik Wynik | Przeciwnik Wynik | Przeciwnik Wynik | Przeciwnik Wynik | Przeciwnik Wynik | Pozycja | Źródło |
| ----------- | ----------- | ---------------- | ---------------- | ---------------- | ---------------- | ---------------- | ------- | ------ |
| Kevin Mejía | -97 kg (m)  |                  |                  |                  |                  |                  |         |        |